# 스크린 (드라마)
《스크린》은 2003년 5월 31일부터 2003년 7월 27일까지 SBS에서 매주 토,일 밤 9시 45분에 방영되었던 특별기획 드라마이다.
- 한편, 방송장면에 촬영용 마이크가 나오는 등의 장면이 자주 드러나며 드라마의 완성도가 떨어졌고 빠른 결말을 이끌어내기 위한 부실한 줄거리 전개로 팬들의 원망을 샀다[1].

그 결과 시청률 부진을 면치 못했으며 이 때문에 당초 기획된 20부작에서 2편 축소된 18회 만에 조기종영되는 수모를 당했다.

## 등장 인물
- 박정철 : 박태영 역
- 김태희 : 김소현 역
- 오승현 : 송유라 역
- 공유 : 강준표 역
- 전미선 : 박주영 역
- 박형준 : 오광수 역
- 김지우 : 최경아 역
- 이희도 : 송현근 역
- 정동환 : 박진섭 역
- 김세민 : 양진수 역
- 이문수 : 황 기사 역
- 김애란
- 최창익
- 진이한
- 최용민
- 강석우
- 윤철형
- 윤정희
- 손민경
- 순동운
- 강용석
- 김희라
- 장희수
- 이지형
- 안재민
- 김선동
- 김희정
- 고진명
- 이정성
- 나재균
- 최재형
- 송성희
- 임치오
- 김신일
- 신비준
- 김상엽
- 손소영
- 민경조
- 김동균
- 장은비
- 김형범
- 백승욱
- 원숙희
- 이동훈
- 오아랑
- 옥승일
- 한창호
- 황미선
- 강미
- 동원용
- 김광민
- 유현호
- 이민재
- 이성용
- 손준영
- 정유
- 윤단열
- 박규점
- 손영순
- 김연제
- 송상은
- 고서령
- 이영진
- 김용석
- 남현
- 윤달현
- 김원
- 양승걸

## 시간대 변경
- 2003년 7월 19일 - 7시부터 피스컵 국제축구 <올랭피크 리옹 VS 성남 FC> 중계 편성에 따라 밤 10시 25분으로 이동했으며 SBS 8 뉴스는 8시 55분, 백수탈출은 밤 9시 25분, 그것이 알고싶다는 밤 11시 30분으로 이동했으며 솔로몬의 선택 결방
- 2003년 7월 20일 - 7시부터 피스컵 국제축구 <PSV 아인트호벤 VS LA 갤럭시> 중계 편성에 따라 밤 10시 25분으로 이동했고 SBS 8 뉴스는 8시 55분, 백수탈출은 밤 9시 25분, 생방송 세븐데이즈는 밤 11시 30분으로 이동

## 수상 경력
- 2003년 SBS 연기대상 뉴스타상 김태희, 공유